# Eric Turner (giocatore di football americano)
Eric Ray Turner (Ventura, 20 settembre 1968 – Thousand Oaks, 28 maggio 2000) è stato un giocatore di football americano statunitense che ha giocato nel ruolo di safety nella National Football League (NFL). Fu scelto nel corso del primo giro (2º assoluto) del Draft NFL 1991 dai Cleveland Browns. Al college giocò a football a UCLA

## Carriera
Turner fu scelto come secondo assoluto dai Cleveland Browns nel Draft 1991 con cui firmò un contratto da sei milioni di dollari, inclusi 3,15 milioni di bonus alla firma, un record quest'ultimo all'epoca per un rookie.
Dopo che i Browns si trasferirono a Baltimora nel 1996 giocò per un'altra stagione nei nuovi Ravens, venendo convocato per il suo secondo Pro Bowl quell'anno dopo essersi classificato secondo nella squadra con 112 tackle e primo con 5 intercetti. A fine anno, Turner fu svincolato a causa del suo alto contratto dai Ravens. Firmò così un contratto quadriennale da 6 milioni di dollari con gli Oakland Raiders con cui rimase fino al termine della carriera, nel 1999. Morì l'anno successivo due settimane dopo l'annuncio di avere un carcinoma del colon-retto, all'età di 31 anni.

## Palmarès
- Convocazioni al Pro Bowl: 2

1994, 1996
- All-Pro: 1

1994
- Leader della NFL in intercetti: 1

1994
- PFWA All-Rookie Team - 1991

## Statistiche
| Partite    | 109 |
| Sack       | 3,0 |
| Intercetti | 30  |